# Glencoe (Südafrika)
Glencoe ist eine Kleinstadt in der südafrikanischen Provinz KwaZulu-Natal. Sie befindet sich in der Gemeinde Endumeni im Distrikt Umzinyathi. 2011 hatte Glencoe 17.548 Einwohner.
Der Name der Stadt leitet sich von dem schottischen Tal Glen Coe in Argyll and Bute ab. Die Eisenbahn war für die Entwicklung der Stadt wichtig. Den ersten Anschluss bekam Glencoe 1889.

## Geografie
Glencoe liegt acht Kilometer westlich von Dundee. Weitere Orte in der Umgebung sind Talana (6 Kilometer), Hattingspruit (12 Kilometer) und Wasbank (19 Kilometer entfernt). Die Stadt befindet sich auf einer Höhe von 1246 Metern über dem Meeresspiegel.
Die durchschnittliche Niederschlagsmenge in Glencoe beträgt 724 Millimeter. Der meiste Niederschlag fällt im Sommer (November bis März). Die geringste Niederschlagsmenge gibt es mit einem Millimeter im Juni. Der meiste Niederschlag fällt im Januar (143 Millimeter). Die durchschnittliche Höchsttemperatur in Glencoe variiert von 18,6 °C im Juni bis zu 25,9 °C im Februar. Der kälteste Monat ist der Juli. Hier liegen die durchschnittlichen Tiefsttemperaturen nachts bei 2,7 °C.

## Sehenswürdigkeiten
- Das Haus von Carl Landman, einer der führenden Persönlichkeiten der Schlacht am Blood River, ist ein Beispiel der Architektur der Voortrekker.[2]